# Podloží

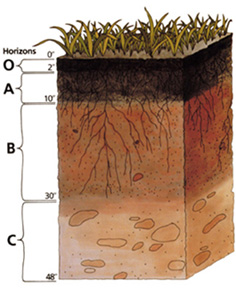
O – organický materiál, A – ornice, B – podloží, C – mateční hornina. Organický materiál a ornice tvoří nadloží

Podloží je vrstva ležící pod nadložím, které je na povrchu země.[zdroj?] Podloží může být tvořeno jílem a/nebo pískem, pevnou skálou nebo jejími částmi. Je pouze zčásti narušováno erozivním působením vzduchu, slunečního svitu, vodou nebo rostlinami za vzniku skutečné půdy.
Podloží v geologii představuje všechny horninové vrstvy nebo těleso ležící pod konkrétní vrstvou, ložiskem nebo geologickým tělesem. Podloží je opakem nadloží.
Jedná se o popisný termín, který má relativní význam, vzhledem k uvažované vrstvě (nebo tělese), k níž je vztažen. Příklad: pokud existuj 4 vrstvy (od nejmladší po nejstarší) označené A, B, C a D, tak vrstvy C a D jsou podložím vrstev A a B. Vrstva C je však zároveň nadložím vrstvy D.

## Podloží v mechanice
V obecnějším případu může být podloží také umělé, např. železobetonové základy zdi či strojů nebo matrace postele zatížená tělem při spánku, nebo sníh pod lyžemi při lyžování atp. Podloží je v těchto příkladech také nazývané jako podklad. Příkladem může být např. nosník na pružném podkladu.